# San Vito Romano
San Vito Romano es una localidad italiana de la provincia de Roma, región de Lacio, con 3.474 habitantes.

## Evolución demográfica
| Gráfica de evolución demográfica de San Vito Romano entre 1861 y 2001 |
|                                                                       |
| Fuente ISTAT - elaboración gráfica de Wikipedia                       |